# فرودگاه لوتن لندن
فرودگاه لوتن لندن (به انگلیسی: London Luton Airport) یک فرودگاه همگانی مسافربری با کد یاتا LTN است که یک باند فرود آسفالت دارد و طول باند آن ۲۱۶۰ متر است. این فرودگاه در شهر لندن کشور انگلستان قرار دارد و در ارتفاع ۱۶۰ متری از سطح دریا واقع شده‌است.

## شرکت‌های هواپیمایی و مقصدهای پروازی

### مسافری
The following airlines operate regular scheduled and charter flights to and from Luton:
| شرکت‌های هواپیمایی                    | مقصدهای پروازی |
| ------------------------------------ | --- |
| بلو ایر                              | بکو، هنری کواندا، کلوژ-نپوکا، یاش، لارناکا، تورین کاسله |
| ایزی‌جت                               | آبردین، فرتیلیا (آغاز از ۲۸ نوامبر ۲۰۱۷), آلیکانته-الچه، اسخیپول آمستردام، بارسلونا-ال پرات، بازل-مولوز-فرایبورگ اروپا، بلفاست، برلین شونفلد، بوردو–مریگناک، کاتانیا-فونتاناروسا، دورتموند، ادینبرو، موگادور، فارو، ژنو، گلاسگو، هامبورگ، اینورنس، لانزاروته، لیسبون پورتلا، لیون-سینت اگزوپری، مادرید-باراخاس، مالاگا، میلانو مالپنسا، مارسی پروانس، مونیخ، نانت آتلانتیک، ناپل، نیس کوت دازور، پالما د مایورکا، پافوس، شارل دوگل پاریس، فرنسیسکو جسا کارنئیرو، کفلاویک، لئوناردو دا وینچی-فیومیچینو، سن پابلو (آغاز از ۲۹ اکتبر ۲۰۱۷), استکهلم-آرلاندا، بن گوریون، تنریف جنوبی، تولوز-بلانیاک، والنسیا، ونیز مارکو پولو، وین، زوریخ فصلی: آنتالیا، بیاریتس – انگلت – بییون، میلاس-بودروم، کورفو، دوبروونیک، گرنوبل-ایزره، هراکلین، ایبیزا، اینسبروک، جزیره من، جرزی، منورکا، مونپلیه - مدیترانه، ملی جزیره میکناس، اولبیا - کاستا اسمرالدا، گالیله، رود، زالتسبورگ، اسپلیت، تورین کاسله، زادر |
| ال عال                               | بن گوریون |
| ایبریا ایرلاین اجرا توسط ایر نوستروم | فصلی: سان سباستین، فیگو-پینادور |
| مونارک ایرلاینز                      | آلیکانته-الچه، فارو، جبل‌الطارق، لانزاروته، مالاگا، فرنسیسکو جسا کارنئیرو، لئوناردو دا وینچی-فیومیچینو، بن گوریون، تنریف جنوبی فصلی: دالامان، عوودا، لارناکا، منورکا، ناپل، پالما د مایورکا، استکهلم-آرلاندا |
| Powdair                              | فصلی: سیون (آغاز از ۱۵ دسامبر ۲۰۱۷) |
| رایان‌ایر                             | بیزیرس کپ داگد، ایگناسی یان پادرفسکی بیدگوشچ (آغاز از ۲۹ اکتبر ۲۰۱۷)، کپنهاگ، دوبلین، فوئرته‌ونتورا، کاناس، کری، ایرلند غربی، لانزاروته، مالت، مراکش-منارا، مورسیا-سان یاویر، نیم-الس-کامارگ-سون، رزسزاوشو-جسینکا، تنریف جنوبی، ویلنیوس فصلی: فارو، جیرونا-کاستا براوا، گرن کناریا، ویزه |
| سان اکسپرس                           | فصلی: عدنان مندرس |
| تاروم                                | یاش |
| توماس کوک ایرلاینز                   | فصلی: کورفو |
| Thomson Airways                      | گرن کناریا، لانزاروته، تنریف جنوبی فصلی: آنتالیا (پایان در ۱ سپتامبر ۲۰۱۷), بورگاس (پایان در ۲۲ سپتامبر ۲۰۱۷), کورفو، دالامان (آغاز از ۷ مه ۲۰۱۸), فارو، فوئرته‌ونتورا، هراکلین (پایان در ۲۲ اکتبر ۲۰۱۷), ایبیزا، سفلوونیا، لارناکا، کریستیانو رونالدو، مالاگا، منورکا، ناپل، پالما د مایورکا، پافوس، رئوس، رود، ملی جزیره اسکیاتوس، زاکینثوس چارتر فصلی: زالتسبورگ |
| ویولینگ                              | اسخیپول آمستردام، بارسلونا-ال پرات، پره‌تولا |
| ویز ایر                              | بلگراد نیکولا تسلا، برنو-تورانی، هنری کواندا، بوداپست فرنک لیست، بورگاس، کیشیناو، کلوژ-نپوکا، میهایل کوگیالنیچونو، کرایووا، دبرسن، گدایسک لخ والسا، یاش، کاتوویتس، کاناس، کوشیتسه، کوتائیسی، کیف ژولیانی، لیوبلیانا، لوبلین,ستیزتنو ستیزمان، پالانگا، پپراد تاتری، پوزنان-لاویکا، پراگ رازیون، پریشتینا، ریگا، ستو ماره، سیبیو، اسکندر کبیر اسکوپیه، صوفیه، سوچاوا، سولیدارنوشج شچچن-جولینیو، ترگو مورش، بن گوریون, ترایان وویا، وارنا، ویلنیوس، شوپن ورشو، وروتسواف کوپرنیکوس فصلی: اورکید سنت. پل دا اپوستل، اسپلیت، توزلا |

### باری
| شرکت‌های هواپیمایی                   | مقصدهای پروازی                                                  |
| ----------------------------------- | --------------------------------------------------------------- |
| ایر فرانس اجرا توسط ام‌ان‌جی ایرلاینز | آتاترک                                                          |
| آتلانتیک ایرویز                     | بروکسل، گوئرنزی، کاسل کالدن، لیل، جان لنون لیورپول              |
| دی‌اچ‌ال اوییشن                       | بلفاست، بروکسل، کلن بن، فرانکفورت، لایپزیگ/هال، هیترو لندن، شنن |
| IAG Cargo اجرا توسط دی‌اچ‌ال اوییشن   | کپنهاگ، فرانکفورت، میلانو مالپنسا                               |
| ام‌ان‌جی ایرلاینز                     | اسخیپول آمستردام، آتاترک، شارل دوگل پاریس                       |
| ترکیش ایرلاینز                      | کلن بن، آتاترک                                                  |